# Leonard (Familienname)
Leonard oder Léonard ein Familienname. Zu Herkunft und Bedeutung siehe beim Vornamen Leonard.

## Namensträger

### A
- Ada Leonard (1915–1997), US-amerikanische Bigband-Leiterin
- Agathon Léonard (Agathon Léonard van der Weydeveld, Agathon van Weydeveldt; 1841–1923), französischer Bildhauer belgischer Abstammung
- André-Joseph Léonard (André-Mutien Léonard; * 1940), belgischer Geistlicher, Erzbischof von Mecheln-Brüssel
- Anne André-Léonard (* 1948), belgische Politikerin
- Annie Leonard (* 1964), US-amerikanische Kritikerin
- Axel Leonard (* 1964), deutscher Jurist und Richter am Bundesfinanzhof

### B
- Benny Leonard (1896–1947), US-amerikanischer Boxer
- Bobby Leonard (1932–2021), US-amerikanischer Basketballspieler und -trainer
- Brendon Leonard (* 1985), neuseeländischer Rugbyspieler
- Brett Leonard (* 1959), US-amerikanischer Regisseur
- Brian Leonard (* 1984), US-amerikanischer Footballspieler
- Buck Leonard (1907–1997), US-amerikanischer Baseballspieler

### C
- Cesy Leonard (* 1982), deutsche Künstlerin und Filmemacherin
- Charles Leonard (1913–2006), US-amerikanischer Soldat und Moderner Fünfkämpfer
- Christophe Léonard (Politiker) (* 1971), französischer Politiker
- Christophe Léonard (Basketballspieler) (* 1990), französischer Basketballspieler
- Clifford S. Leonard, Jr. (1928–1999), US-amerikanischer Romanist und Sprachwissenschaftler

### D
- David Leonard (Schauspieler) (1891–1967), US-amerikanischer Schauspieler
- David Leonard (Musiker) (* 1955), US-amerikanischer Gitarrist und Singer-Songwriter
- David Leonard (Musikproduzent), US-amerikanischer Musikproduzent
- David Leonard (Filmeditor), US-amerikanischer Filmeditor
- David Leonard (Cricketspieler) (* 1965), neuseeländischer Cricketspieler
- Deke Leonard (1944–2017), walisischer Rockmusiker und Autor
- Dennis Leonard (Baseballspieler) (* 1951), US-amerikanischer Baseballspieler
- Dennis Leonard, Tontechniker

### E
- Edgar Leonard (1881–1948), US-amerikanischer Tennisspieler
- Elijah Leonard (1814–1891), kanadischer Politiker
- Elmore Leonard (1925–2013), US-amerikanischer Schriftsteller
- Emery Clarence Leonard (1892–1968), US-amerikanischer Botaniker
- Emma Leonard (* 1984), australische Schauspielerin

### F
- Fred Churchill Leonard (1856–1921), US-amerikanischer Politiker
- Friedrich Leonard (1884–1958), deutscher Klassischer Archäologe und Gymnasiallehrer

### G
- Gary Leonard (* 1967), US-amerikanischer Basketballspieler
- Gaston Léonard (1920–), französischer Jazzmusiker
- George Leonard (Politiker) (1729–1819), US-amerikanischer Jurist und Politiker (Massachusetts)
- George Leonard (Autor) (1923–2010), US-amerikanischer Autor und Pädagoge
- Gerry Leonard (* um 1962), irischer Studiogitarrist
- Gloria Leonard (1940–2014), US-amerikanische Pornodarstellerin
- Graham Leonard (1921–2010), Bischof von London
- Gregory J. Leonard (* 1963), US-amerikanischer Geologe und Asteroidenentdecker

### H
- Harlan Leonard (1905–1983), US-amerikanischer Jazz-Klarinettist und -saxophonist
- Harry Leonard (Fußballspieler, 1886) (Henry Doxford Leonard; 1886–1951), englischer Fußballspieler
- Harry Leonard (Fußballspieler, 1924) (Henry Leonard; 1924–2006), englischer Fußballspieler
- Harry M. Leonard (1900–1985), US-amerikanischer Tonmeister
- Harry Ward Leonard (1861–1915), US-amerikanischer Elektroingenieur
- Harvey Leonard (* 1924), US-amerikanischer Jazzpianist
- Henri Léonard (1869–1953), französischer römisch-katholischer Ordensgeistlicher und Apostolischer Vikar von Tabora
- Herbert B. Leonard (1922–2006), US-amerikanischer Produzent
- Herman Leonard (1923–2010), US-amerikanischer Jazz-Fotograf
- Hubert Léonard (1819–1890), belgischer Violinist und Komponist
- Hugh Leonard (1926–2009), irischer Dramatiker

### I
- Irène Heidelberger-Leonard (* 1944), Honorarprofessorin an der Queen Mary, University of London
- Irving A. Leonard (1896–1996), US-amerikanischer Historiker, Romanist und Hispanist

### J
- Jack Leonard (1914 oder 1915 bis 1988), US-amerikanischer Sänger
- Jason Leonard (* 1968), englischer Rugbyspieler
- Jean Léonard (1815–1895), französischer Geistlicher, Zisterzienser und Abt
- Jean Joseph Gustave Léonard (* 1920), belgischer Botaniker
- Jeffrey Leonard (* 1955), US-amerikanischer Baseballspieler
- Jimmy Leonard (* 1927), irischer Politiker
- Joe Leonard (1932–2017), US-amerikanischer Rennfahrer
- John Leonard (Bischof) (1829–1908), irischer Geistlicher, Bischof von Charadrus
- John Leonard, Baron Leonard (1909–1983), britischer Politiker (Labour Party)
- John Leonard (Curler) (1871–1944), kanadischer Curler
- John Leonard (Kritiker) (1939–2008), US-amerikanischer Literaturkritiker
- John Leonard (Eishockeyspieler) (* 1998), US-amerikanischer Eishockeyspieler
- John E. Leonard (1845–1878), US-amerikanischer Politiker
- John W. Leonard (1890–1974), US-amerikanischer Offizier
- Johny Léonard (* 1941), luxemburgischer Fußballspieler
- Joshua Leonard (* 1975), US-amerikanischer Schauspieler
- Justin Leonard (* 1972), US-amerikanischer Golfspieler

### K
- Kawhi Leonard (* 1991), US-amerikanischer Basketballspieler
- Kris Leonard (1996–2016), britischer Rockmusiker, siehe Viola Beach

### L
- Lotte Leonard (eigentlich Charlotte Levy; 1884–1976), deutsche Sängerin (Sopran) und Gesangspädagogin
- Lydia Leonard (* 1981), britische Schauspielerin

### M
- Manon Léonard (* 2001), französische Tennisspielerin
- Margot Leonard (1927–2014), deutsche Schauspielerin
- Marion Leonard (1881–1956), US-amerikanische Schauspielerin
- Marshall Leonard (* 1980), US-amerikanischer Fußballspieler
- Mary Beth Leonard (* 1962), US-amerikanische Diplomatin
- Meyers Leonard (* 1992), US-amerikanischer Basketballspieler
- Michael Leonard (Musiker) (1931–2015), US-amerikanischer Komponist und Arrangeur
- Michael Leonard (Rennfahrer) (* 1974), irischer Rennfahrer
- Michael Leonard (Radsportler) (* 2004), kanadischer Radrennfahrer
- Michelle Leonard (* 1973), britische Songwriterin
- Moses G. Leonard (1809–1899), US-amerikanischer Politiker

### N
- Neil Leonard (1927–2012), US-amerikanischer Autor und Hochschullehrer
- Neil Leonard (Klangkünstler) (* 1959), US-amerikanischer Klangkünstler, Saxophonist und Komponist
- Nelson J. Leonard (1916–2006), US-amerikanischer Chemiker
- Nicolas-Germain Léonard (1744–1793), französischer Dichter

### P
- Patricia Leonard (1936–2010), englische Opernsängerin (Mezzosopran, Kontraalt)
- Patrick Leonard (Fußballspieler) (1877–??), schottischer Fußballspieler
- Patrick Leonard (Musiker) (* 1956), US-amerikanischer Songwriter, Keyboarder und Musikproduzent
- Patrick Leonard (Pokerspieler) (Patrick Brendan Leonard; * 1988), britischer Pokerspieler
- Paul Leonard (Politiker) (* 1943), US-amerikanischer Politiker
- Paul Leonard-Morgan (* 1974), britischer Komponist
- Philippe Léonard (* 1974), belgischer Fußballspieler

### R
- René Léonard, französischer Autorennfahrer
- Richard Leonard (* 1930), britischer Politiker
- Robert L. Leonard (1879–nach 1942), deutscher Modezeichner und Gebrauchsgrafiker
- Robert Sean Leonard (* 1969), US-amerikanischer Schauspieler
- Robert Z. Leonard (1889–1968), US-amerikanischer Filmregisseur
- Roger Léonard (1898–1987), französischer Jurist, Verwaltungsbeamter, Präfekt und Generalgouverneur
- Rory Leonard (* 2001), britischer Langstreckenläufer

### S
- Samuel L. Leonard (1905–2007), US-amerikanischer Zoologe
- Shaquille Leonard (* 1995), US-amerikanischer Footballspieler
- Sheldon Leonard (1907–1997), US-amerikanischer Produzent, Regisseur, Drehbuchautor und Schauspieler
- Silvio Leonard (* 1955), kubanischer Leichtathlet
- Stephane Leonard (* 1979), deutscher Künstler, Musiker und Komponist
- Stephen B. Leonard (1793–1876), US-amerikanischer Politiker
- Sugar Ray Leonard (* 1956), US-amerikanischer Boxer

### T
- Tasha Cobbs Leonard (* 1981), US-amerikanische Gospelsängerin
- Thomas Arthur Leonard (1864–1948), britischer Sozialreformer
- Thomas H. Leonard (* 1948), britischer Statistiker
- Tom Leonard (Politiker, 1924) (1924–2004), irischer Politiker
- Tom Leonard (Tennisspieler) (* 1948), US-amerikanischer Tennisspieler
- Tom Leonard (Politiker, 1981) (* 1981), US-amerikanischer Politiker

### W
- William Ellery Leonard (1876–1944), US-amerikanischer Literaturwissenschaftler und Dichter

### Z
- Zenas Leonard (1809–1857), US-amerikanischer Mountain Man, Pionier und Autor
- Zoe Leonard (* 1961), US-amerikanische Künstlerin